# Ciasny Awen
Ciasny Awen – jaskinia w południowo-zachodniej części miejscowości Jerzmanowice (na północ od Szklar) w województwie małopolskim, na zachodnim zboczu Doliny Szklarki. Pod względem geograficznym znajduje się na Wyżynie Olkuskiej w obrębie Wyżyny Krakowsko-Częstochowskiej.
Jest to jaskinia szczelinowa o pionowym rozwinięciu. Ze względu na małą szerokość szczeliny (miejscami poniżej 30 cm) jest zaliczana do najtrudniejszych w Jurze Krakowsko-Częstochowskiej. Niebezpieczna dla grotołazów z powodu spadających kamieni i zaklinowanych głazów. Długość jaskini wynosi 150 m, a głębokość 37 m.
Jaskinia znajduje się przy kamieniołomie z osuwiskiem, naprzeciwko którego znajduje się wylot bocznej dolinki, na zalesionym grzbiecie wzgórza. Otwór jaskini to pionowa studnia w ziemi, usytuowana nad grzędą skalną opadającą do doliny Szklarki.
Jaskinia powstała na pionowym pęknięciu. Kolejne poziomy próżni i półki powstały w wyniku zaklinowania się w szczelinach spadających głazów. Za ciasnym otworem znajduje się niewielkie rozszerzenie, skąd szczelina opada 23 metry w dół. Dalej szczelina zwęża się coraz bardziej, tworząc liczne zaciski o szerokości miejscami poniżej 30 cm. Dno studni zamyka poziomy korytarz.
W kierunku północno-wschodnim dno opada dalej, ale niewielka szerokość szczeliny uniemożliwia dalszą penetrację.
W kierunku południowo-zachodnim szczelina poprzez „zaciski” („ZIII” i pionowy „ZI”) doprowadza od kolejnej studni, tym razem 12-metrowej. Powstała ona na 60-70 centymetrowej szczelinie i doprowadza do dna jaskini. Nad studnią znajduje się rozgałęziony „komin”, kończący się ok. 5 m poniżej powierzchni.
Jaskinia posiada ubogą szatę naciekową, występującą w niższych jej partiach (polewy i niewielkie stalaktyty). Szczególnie ciekawą formą jest Kropielnica w Szerokiej Salce. Dno wyściela rumosz skalny. W jaskini obserwowano 5 nietoperzy – podkowców małych.
Jaskinia została odkryta dopiero w 1970 roku. Najniższe partie zostały zdobyte i poznane 16 września 1973 r., 10 lutego 1996 r. odkryto najnowsze partie jaskini.